# Ferrari 312T4
Der Ferrari 312T4 war ein Formel-1-Rennwagen, den die Scuderia Ferrari 1979 in der Formel-1-Weltmeisterschaft einsetzte. Die Scuderia gewann mit dem 312T4 den Konstrukteurspokal und Jody Scheckter den Fahrertitel.

## Bauart des Wagens und Erfolge
Der 312T4 war der erste Ground-Effekt-Formel-1-Rennwagen von Ferrari, konstruiert wurde er von Mauro Forghieri. Der Wagen hatte ein schmales Monocoque, aber eine breite Karosserieoberfläche, die das Handicap des breiten V12-Motors mit seinem Zylinderbankwinkel von 180° wettmachte. Die Radaufhängungen wurden so konstruiert, dass sie den Luftstrom unter dem Auto so wenig wie möglich störten.
Scheckter und Gilles Villeneuve feierten mit dem Wagen je drei Saisonsiege. Scheckter, der für Carlos Reutemann ins Team gekommen war, gewann die Rennen in Belgien, Monaco und Italien. Villeneuve blieb in Südafrika, beim Großen Preis der USA-West und beim Großen Preis der USA siegreich.
Scheckter gewann die Fahrerweltmeisterschaft mit vier Punkten Vorsprung auf seinen Teamkollegen. In der Konstrukteurswertung lag Ferrari am Saisonende 38 Punkte vor Williams.
Für die Saison 1980 wurde das Fahrzeug zum Modell T5 weiterentwickelt.

## Ferrari 312T4 im Rennen 1979 und im Museum

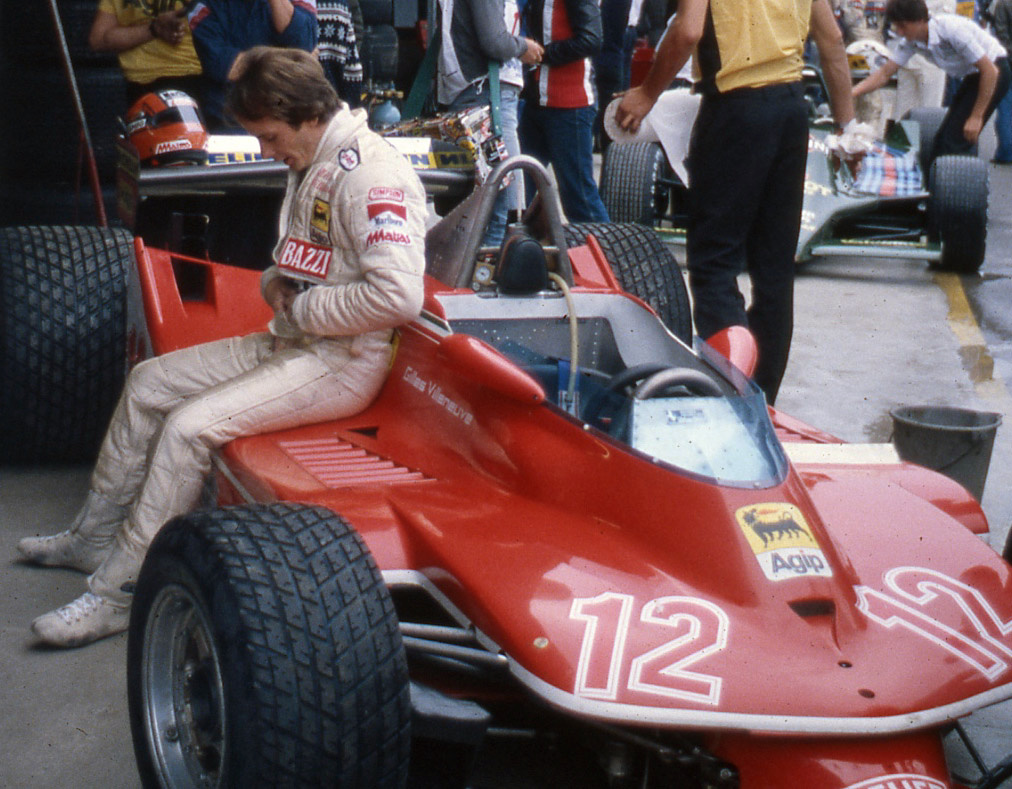
Gilles Villeneuve und sein Ferrari 312T4; beim Großen Preis von Italien 1979
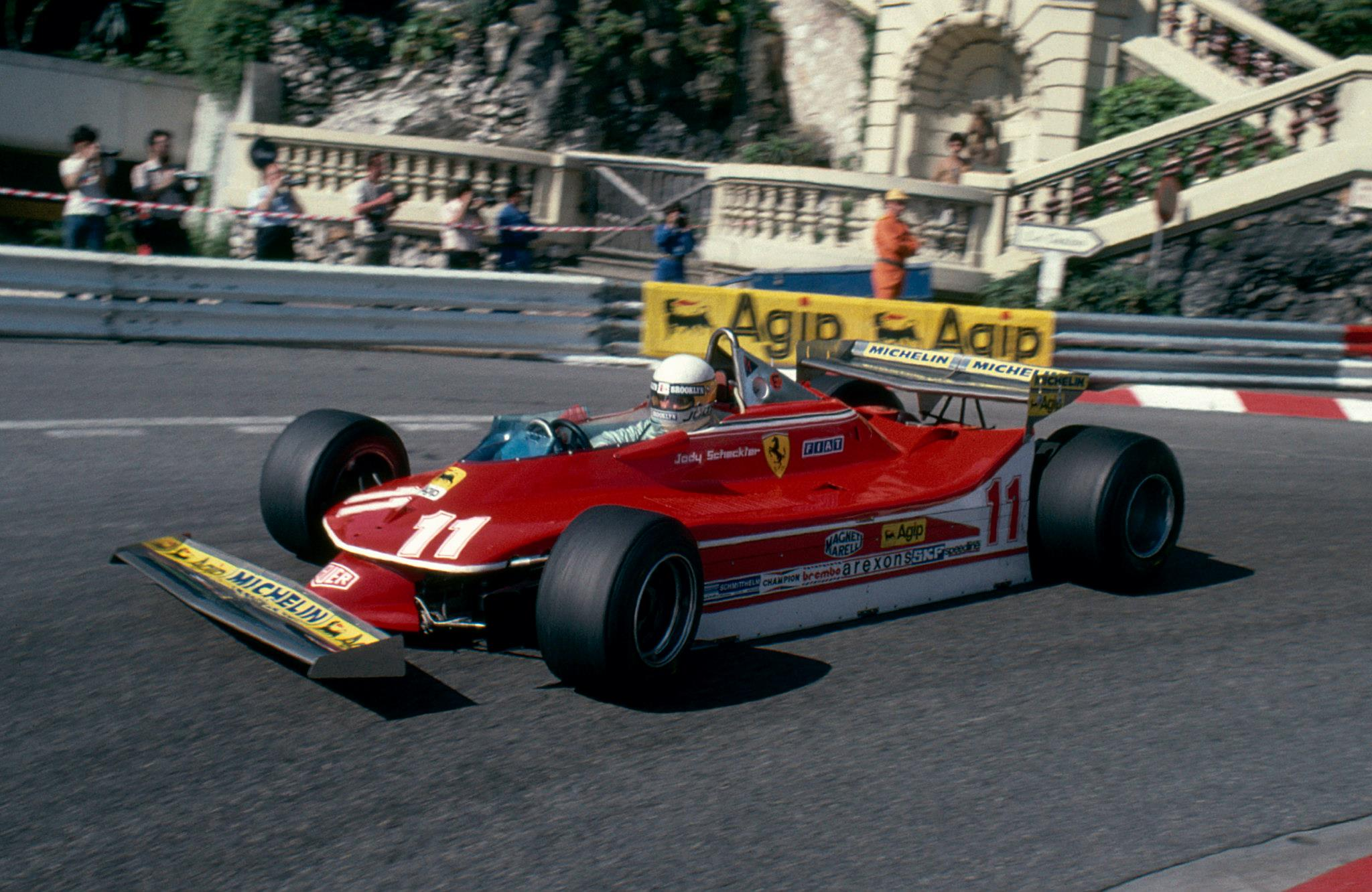
Jody Scheckter in Monaco (1979)
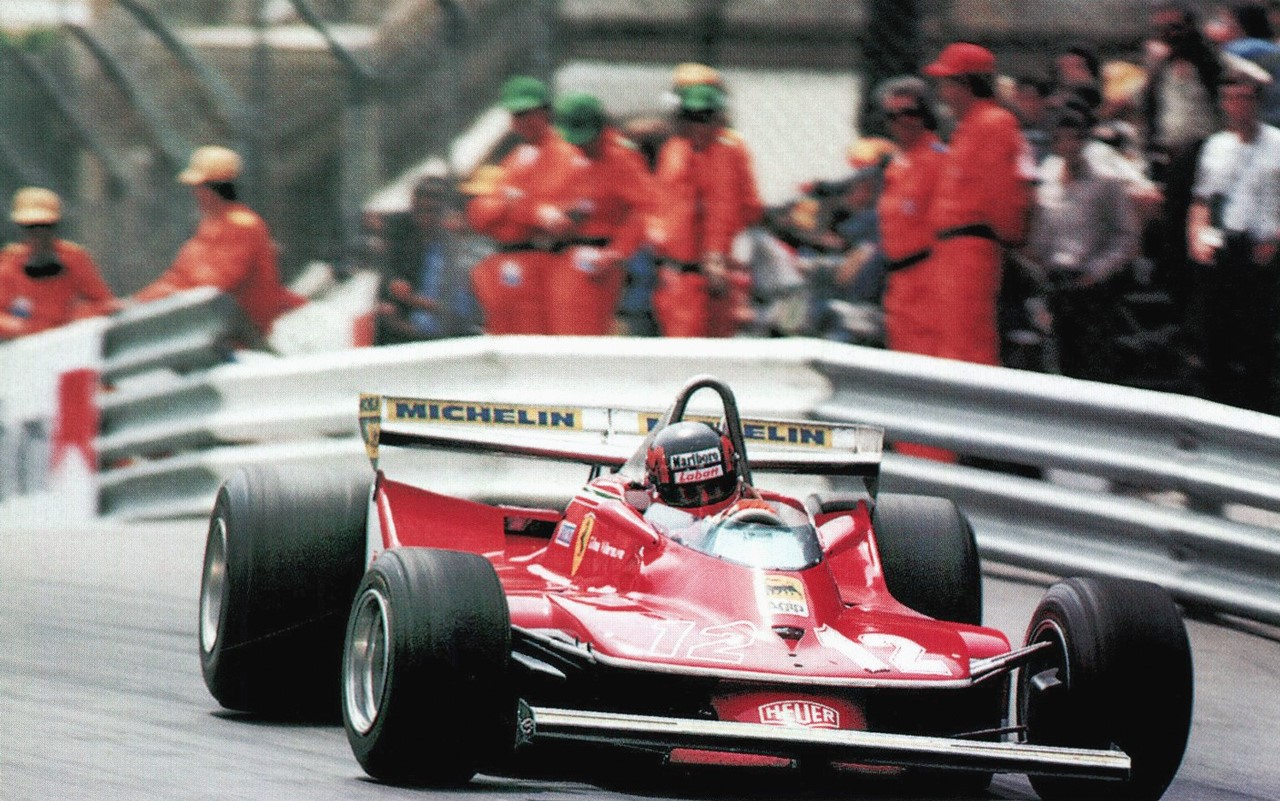
Gilles Villeneuve in Monaco (1979)
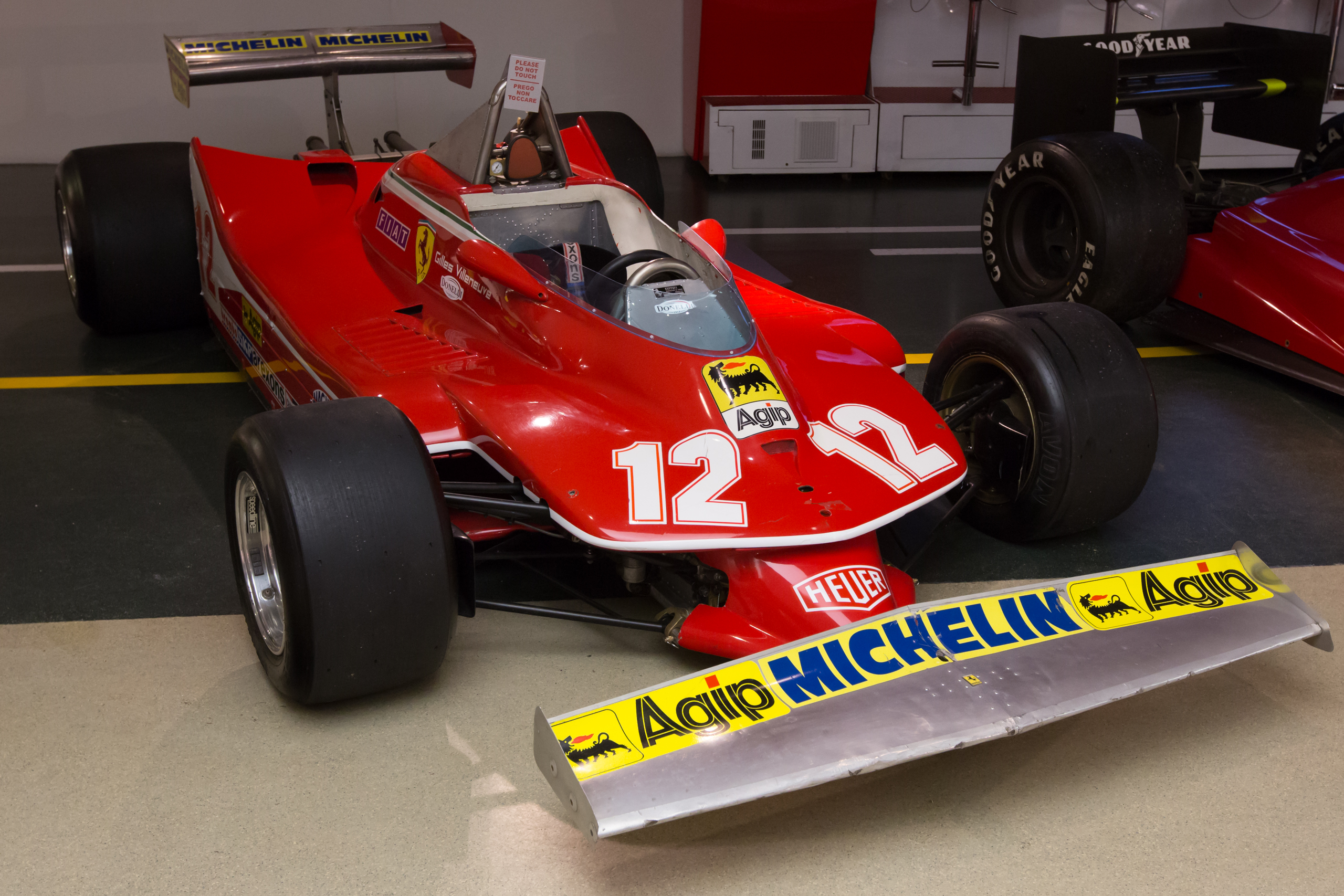
Der 312T4 von Gilles Villeneuve im Ferrari museum von Maranello
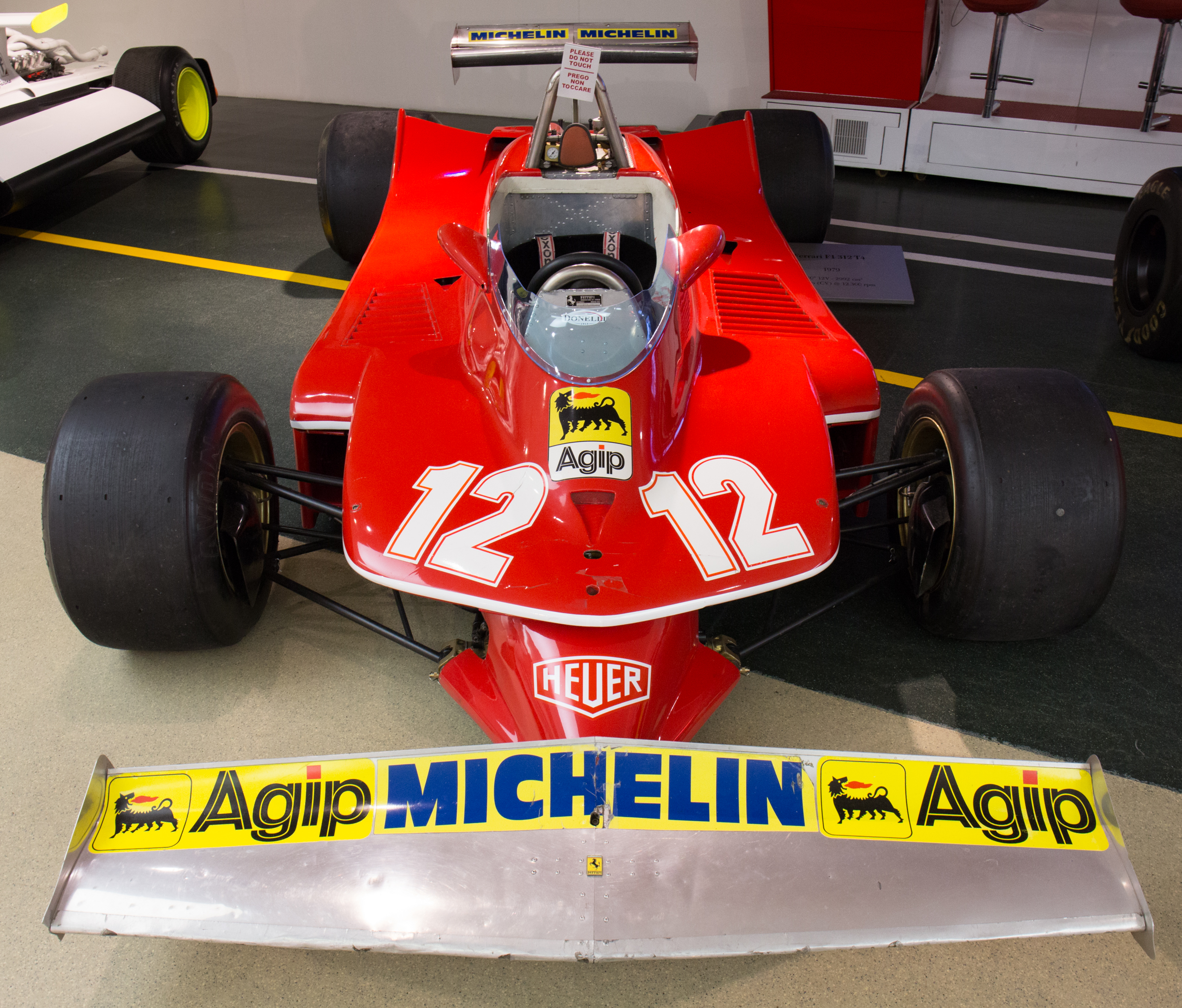
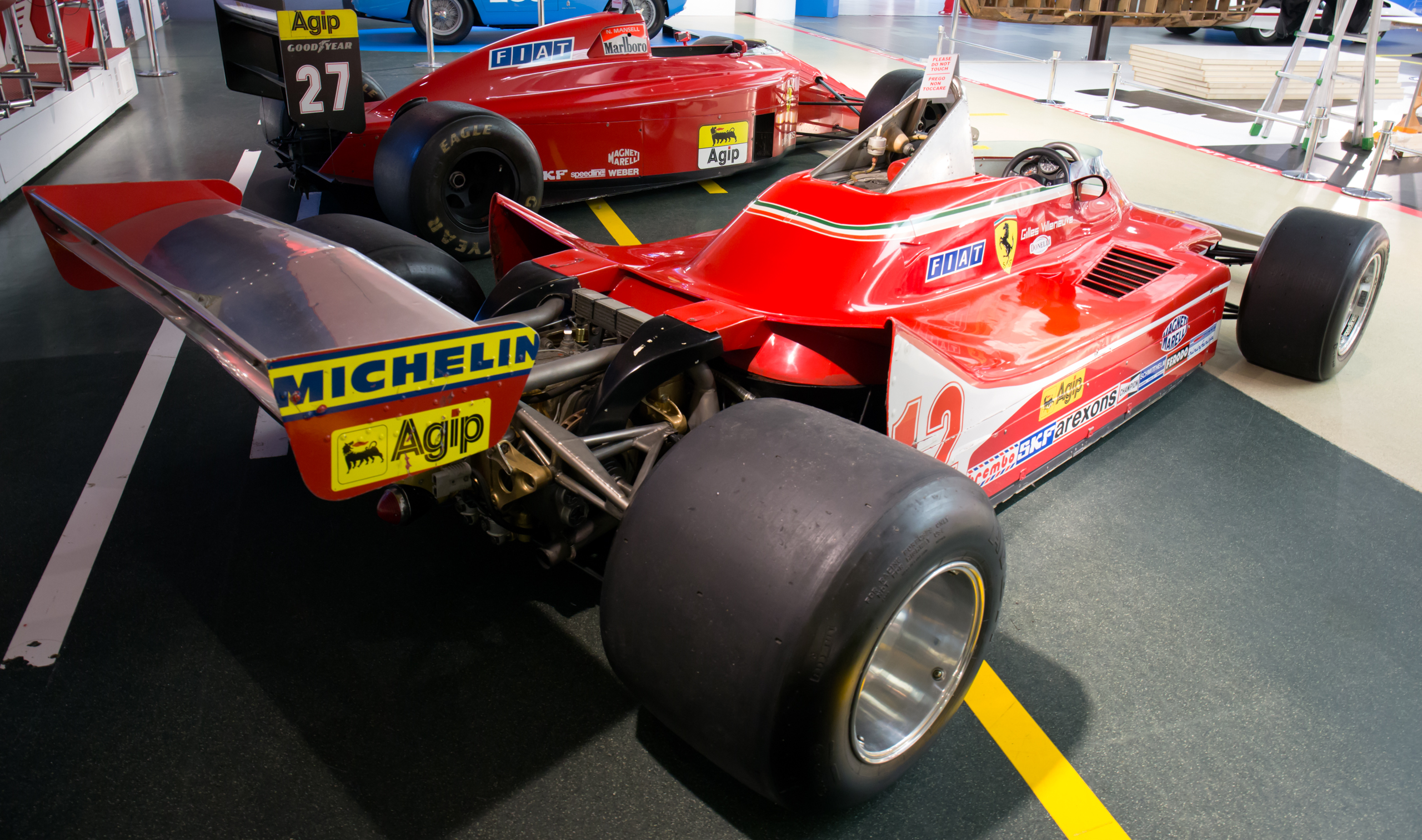

## Erfolge
| Fahrer               | Nr.                  | 1   | 2   | 3 | 4 | 5   | 6 | 7   | 8 | 9   | 10 | 11 | 12  | 13 | 14  | 15  | Punkte | Rang |
| -------------------- | -------------------- | --- | --- | - | - | --- | - | --- | - | --- | -- | -- | --- | -- | --- | --- | ------ | ---- |
| Formel-1-Saison 1979 | Formel-1-Saison 1979 |     |     |   |   |     |   |     |   |     |    |    |     |    |     |     | 113 2  | 1.   |
| J. Scheckter         | 11                   | – 1 | – 1 | 2 | 2 | (4) | 1 | 1   | 7 | (5) | 4  | 4  | 2   | 1  | (4) | DNF | 113 2  | 1.   |
| G. Villeneuve        | 12                   | – 1 | – 1 | 1 | 1 | 7   | 7 | DNF | 2 | 14  | 8  | 2  | DNF | 2  | (2) | 1   | 113 2  | 1.   |

| Legende  | Legende            | Legende                                                          |
| Farbe    | Abkürzung          | Bedeutung                                                        |
| -------- | ------------------ | ---------------------------------------------------------------- |
| Gold     | –                  | Sieg                                                             |
| Silber   | –                  | 2. Platz                                                         |
| Bronze   | –                  | 3. Platz                                                         |
| Grün     | –                  | Platzierung in den Punkten                                       |
| Blau     | –                  | Klassifiziert außerhalb der Punkteränge                          |
| Violett  | DNF                | Rennen nicht beendet (did not finish)                            |
| Violett  | NC                 | nicht klassifiziert (not classified)                             |
| Rot      | DNQ                | nicht qualifiziert (did not qualify)                             |
| Rot      | DNPQ               | in Vorqualifikation gescheitert (did not pre-qualify)            |
| Schwarz  | DSQ                | disqualifiziert (disqualified)                                   |
| Weiß     | DNS                | nicht am Start (did not start)                                   |
| Weiß     | WD                 | zurückgezogen (withdrawn)                                        |
| Hellblau | PO                 | nur am Training teilgenommen (practiced only)                    |
| Hellblau | TD                 | Freitags-Testfahrer (test driver)                                |
| ohne     | DNP                | nicht am Training teilgenommen (did not practice)                |
| ohne     | INJ                | verletzt oder krank (injured)                                    |
| ohne     | EX                 | ausgeschlossen (excluded)                                        |
| ohne     | DNA                | nicht erschienen (did not arrive)                                |
| ohne     | C                  | Rennen abgesagt (cancelled)                                      |
| ohne     | keine WM-Teilnahme |                                                                  |
| sonstige | P/fett             | Pole-Position                                                    |
| sonstige | 1/2/3/4/5/6/7/8    | Punktplatzierung im Sprint-/Qualifikationsrennen                 |
| sonstige | SR/kursiv          | Schnellste Rennrunde                                             |
| sonstige | *                  | nicht im Ziel, aufgrund der zurückgelegten Distanz aber gewertet |
| sonstige | ()                 | Streichresultate                                                 |
| sonstige | unterstrichen      | Führender in der Gesamtwertung                                   |

| Platz  | 1 | 2 | 3 | 4 | 5 | 6 |
| Punkte | 9 | 6 | 4 | 3 | 2 | 1 |

## Technische Daten
| Kenngrößen                                     | Ferrari 312 T 4 (1979)                                                               |
| ---------------------------------------------- | ------------------------------------------------------------------------------------ |
| Motor                                          | Ferrari-Viertakt-12-Zylinder, 180° V (Mittelmotor)                                   |
| Kühlung                                        | Wasser                                                                               |
| Hubraum                                        | 2992 cm³                                                                             |
| Bohrung × Hub                                  | 80 × 49,6 mm                                                                         |
| Gemischaufbereitung                            | mechanische, unterdruckgesteuerte Einspritzung von Lucas                             |
| Leistung                                       | 378,8 kW (515 PS) bei 12.300/min                                                     |
| Maximales Drehmoment                           | 323,7 Nm bei 9.000/min                                                               |
| Schmierung                                     | Trockensumpf                                                                         |
| Kraftübertragung                               | Ferrari-5-Gang-Getriebe, Sperrdifferenzial mit 40–90 % Sperrwirkung Hinterradantrieb |
| Lenkung                                        | Zahnstange                                                                           |
| Radaufhängung vorn                             | kleiner Dreieckslenker oben, großer Dreieckslenker unten                             |
| Radaufhängung hinten                           | Doppelquerlenker                                                                     |
| Bremsen                                        | Scheibenbremsen, innenbelüftet                                                       |
| Spurweite vorn/hinten                          | 1700/1600 mm                                                                         |
| Radstand                                       | 2700 mm                                                                              |
| Reifengröße vorn/hinten                        | 20–28/57 × 13/38–42/68 × 13                                                          |
| Reifenfabrikat                                 | Michelin                                                                             |
| Länge × Breite × Höhe                          | 4460 × 2120 × 1010 mm                                                                |
| Trockengewicht                                 | 590 kg                                                                               |
| Höchstgeschwindigkeit bei längster Übersetzung | 277 km/h                                                                             |

Quelle: Renn- und Sportwagenkatalog 1979, Vereinigte Motorverlage, Stuttgart 